# Radmarathon (Straße)
Ein Radmarathon ist eine organisierte Langstreckenradfahrt, die über einen Tag oder mehrere Tage ohne Etappen ausgetragen wird. Sie werden oft auch als Velothon bezeichnet, wie z. B. der Velothon Berlin.
Radmarathons werden sowohl als Eintagesrennen, Jedermannrennen oder auch ohne Wettbewerbs- oder Renncharakter (Brevet) ausgetragen. Werden sie als Radrennen ausgetragen, können sie nicht in den internationalen Rennkalender des Weltradsportverbands eingetragen werden, sondern nur in die Kalender der nationalen Verbände.

## Internationale Radmarathons
International bekannte  Radmarathons sind der österreichische Ötztal-Radmarathon über vier Alpenpässe, sein Schweizer Pendant das Alpenbrevet oder der Maratona dles Dolomites in Südtirol/Italien.
Eine extreme Variante ist das über 5000 km lange Race Across America (RAAM), das in Form eines Rennens von der US-amerikanischen West- zur Ostküste führt. Eine Qualifikation für RAAM in Europa bietet zum Beispiel der Schweizer Radmarathon.
Das seit 2013 ausgetragene Transcontinental Race (TCR) führt über 3200 bis 4200 km von London bzw. Flandern über die Alpen nach Istanbul bzw. Meteora. Im Jahr 2019 war der Start in Burgas und das Ziel in Brest. Die Route ist nicht vorgegeben, jedoch sind definierte Streckenpunkte zu passieren. 2015 waren diese beispielsweise Mont Ventoux – Strada dell’Assietta – Vukovar – Mount Lovćen. Das Rennen 2019 gewann als erste Frau überhaupt Fiona Kolbinger.
Das Silk Road Mountain Race in Kirgisistan gilt als einer der härtesten Radmarathons.

## Radmarathons in Deutschland
Im deutschen Straßenradsport werden Radtourenfahrten für Hobbyfahrer laut Definition des BDR dann als Radmarathon bezeichnet, wenn sie mindestens 200 Kilometer lang sind. Eine Zeitnahme gibt es dabei nicht. Bekannte Veranstaltungen sind beispielsweise der Schwarzwald Ultra Radmarathon (SURM) in Alpirsbach, der Rhön-Radmarathon in Bimbach, der Siegerland-Radmarathon in Krombach, der 3-Seen Radmarathon in Korbach, der Arberradmarathon in Regensburg und die Mecklenburger Seen Runde bei Neubrandenburg.
In Deutschland gibt es mehrere Radmarathons, die länderübergreifend geführt werden. So geht es beispielsweise beim Gardaman über 620 km von Nürnberg bis zum Gardasee. Ebenfalls überregional bekannt ist die FichKona, bei der jährlich 601 km vom Erzgebirge bis an die Ostsee gefahren werden.

## Radmarathons in Österreich

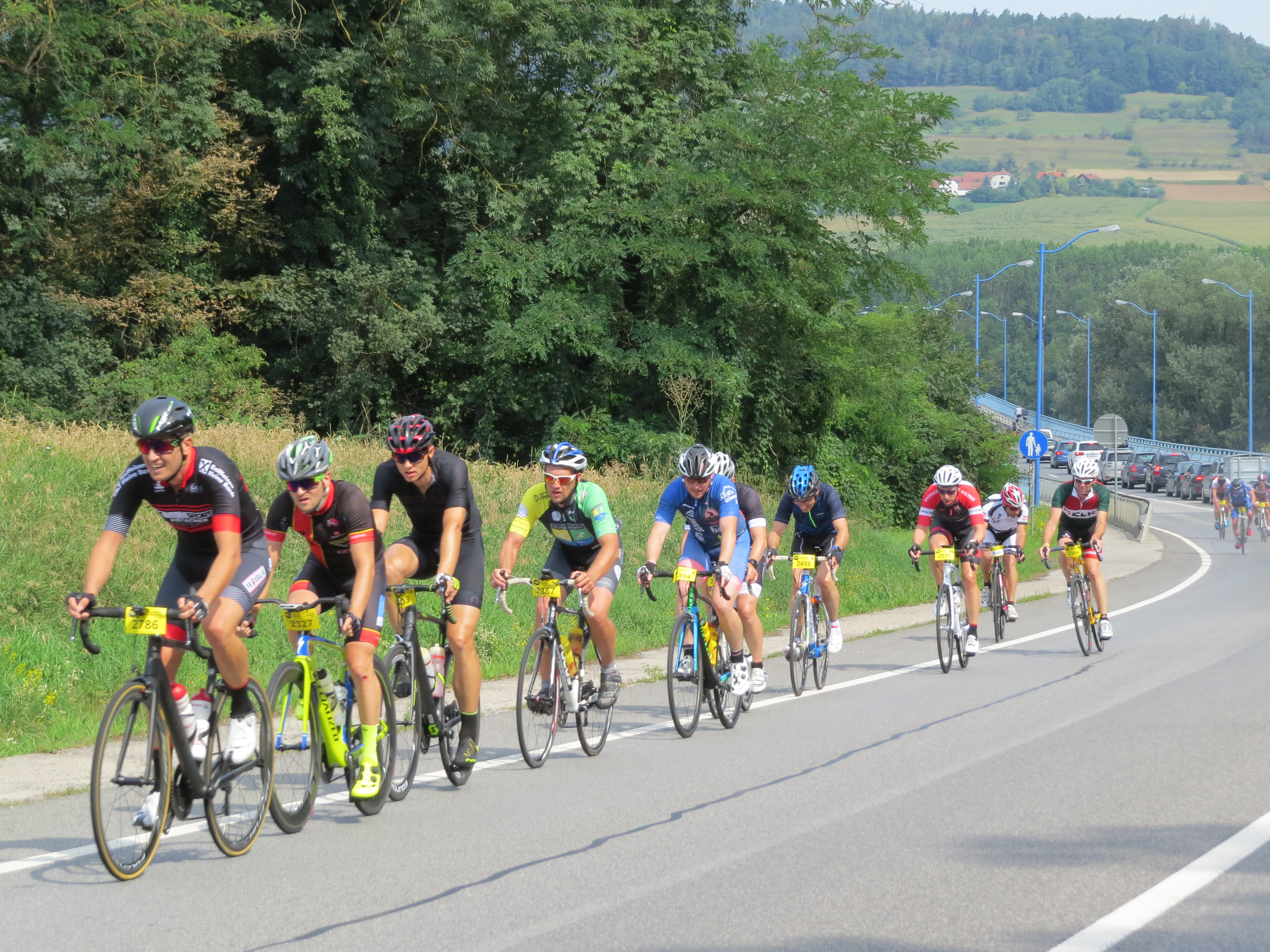
Teilnehmer bei den Wachauer Radtagen 2018 kurz nach der Donaubrücke in Melk

In Österreich finden seit 1999 jährlich die sogenannten Wachauer Radtage statt. Bei der ersten Auflage der Radveranstaltung im Jahr 1999 starteten nur wenige hundert Teilnehmer im Stadtpark Krems in das Rennen. Heute nehmen jeden Juli bis zu 2000 Personen an den verschiedenen Bewerben teil. Damit zählen die Wachauer Radtage mittlerweile zu den größten und bekanntesten Rad-Breitensport-Veranstaltungen in Österreich. Im Rahmen der Wachauer Radtage werden drei unterschiedliche Strecken (ca. 50 km, 100 km und 150 km) durch das UNESCO-Weltkulturerbe Wachau und das Waldviertel angeboten. Alle drei Bewerbe starten gleichzeitig in Mautern an der Donau, wodurch sich einer der größten Peloton Österreichs bildet. Auf der längsten dieser drei Strecken muss der Jauerling, der höchste Berg der Wachau bezwungen werden. Dabei wird mittels Bergwertung die Bergkönigin und der Bergkönig ermittelt. Der ehemalige österreichische Radrennfahrer Bernhard Rassinger fungiert bei den Wachauer Radtagen als Rennleiter. Einige Jahre war die Radveranstaltung auch Austragungsort des ÖRV Radmarathon Austria Championship, die offiziellen Radstaatsmeisterschaft für Amateurradfahrer. Im Jahr 2014 wurde die Veranstaltung durch das Land Niederösterreich als eine der Leitveranstaltungen des Landes mit dem Event Award ausgezeichnet. Seit 2016 wird im Rahmen der Wachauer Radtage auch ein Kinderradrennen veranstaltet, welches durch das Union Radrennteam Pielachtal organisiert wird. Im Jahr 2018 werden aufgrund des 20-jährigen Bestehens der Sportveranstaltung international bekannte Profiradsportler geladen.
2014 bis 2016 fand auch jährlich der Gran Fondo Giro d’Italia Vienna statt. Dabei handelte es sich um eine offizielle Veranstaltung der Giro d’Italia Hobbyrennserie und um Österreichs einzigen City-Radmarathon. Bei dem Rennen konnte zwischen zwei Distanzen gewählt werden – dem Medio Fondo und dem Gran Fondo. Beide Strecken führten durch die Wiener Innenstadt und Niederösterreich. Start und Ziel befand sich vor dem Ernst-Happel-Stadion im Wiener Prater. Im Jahr 2017 wurde der Gran Fondo Giro d’Italia Vienna seitens der zuständigen Behörde der Stadt Wien (Magistratsabteilung 46) jedoch nicht genehmigt und konnte dadurch nicht stattfinden. Ab dem Jahr 2018 ist eine Weiterführung der Radveranstaltung geplant. Seit 2013 findet auch der In Velo Veritas, ein Jedermannrennen im Weinviertel statt.

## Brevets und Audax in Frankreich
Weltweit beliebt sind die aus Frankreich stammenden so genannten Brevets (auch randonnées), die ihren Ursprung in einigen traditionellen Profi-Eintagesrennen haben. Das bekannteste und mit mehr als 6000 Teilnehmern beliebteste Brevet ist der gut 1200 km lange Klassiker Paris-Brest-Paris, der alle vier Jahre stattfindet. Auch Bordeaux–Paris über 600 km war populär.
Weniger verbreitet sind die ebenfalls aus Frankreich stammenden Audax-Fahrten, die im geschlossenen Verband stattfinden. Höhepunkt der Audax-Fahrten ist der 1200 km lange Klassiker Paris-Brest-Paris, der nur alle fünf Jahre stattfindet.